# غلامرضا موسوی
غلامرضا موسوی (زاده ۲۸ فروردین ۱۳۳۰ در تربت جام) تهیه‌کننده اهل ایران است.

## نویسنده
- محموله (۱۳۶۶)

## تهیه‌کننده
- کیک محبوب من (۱۴۰۱)
- تارا (۱۳۹۸)
- قصیده گاو سفید (۱۳۹۸)
- بازیوو (۱۳۹۷)
- موریانه (۱۳۹۶)
- خشکسالی و دروغ (۱۳۹۴)
- چهارشنبه خون به پا می‌شود (۱۳۹۳)
- بغض (۱۳۹۰)
- من مادر هستم (۱۳۸۹)
- آخرین سرقت (۱۳۸۹)
- حوالی اتوبان (۱۳۸۷)
- پارک وی (۱۳۸۵)
- مصائب دوشیزه (۱۳۸۵)
- نوک برج (۱۳۸۴)
- تنهایی باد (۱۳۸۳)
- گل یخ (۱۳۸۳)
- صورتی (۱۳۸۱)
- تیک (فیلم) (۱۳۸۰)
- رخساره (۱۳۸۰)
- قرمز (۱۳۷۷)
- تنهاترین سردار (سریال تلویزیونی - شبکه اول سیما) (۱۳۷۵)
- اعاده امنیت (۱۳۷۴)
- روز دیدنی (۱۳۷۳)
- ساده لوح (۱۳۷۲)
- بدل (۱۳۷۲)
- جنگ نفت‌کش‌ها (فیلم) (۱۳۷۲)
- بازی تمام شد (۱۳۶۸)
- دخترم سحر (۱۳۶۸)
- سال های خاکستر (۱۳۶۷)
- جهیزیه ای برای رباب (۱۳۶۶)
- محموله (۱۳۶۶)
- خارج از محدوده (۱۳۶۶)
- حریم مهرورزی (۱۳۶۵)
- خط پایان (۱۳۶۴)
- آفتاب نشین‌ها (۱۳۶۰)

## جشنواره‌ها
- حضور در هفتاد و چهارمین جشنواره بین‌المللی فیلم برلین،  کیک محبوب من
- حضور درهفتاد و یکمین جشنواره بین‌المللی فیلم برلین، فیلم قصیده گاو سفید
- حضور درجشنواره فیلم فونف سین، فیلم قصیده گاو سفید
- حضور درجشنواره فیلم فجر، فیلم قصیده گاو سفید
- حضور درDer Neue Heimatfilm، فیلم قصیده گاو سفید
- حضور درجشنواره فیلم زوریخ، فیلم قصیده گاو سفید
- حضور درجشنواره آسیایی هنگ کنگ، فیلم قصیده گاو سفید
- حضور درجشنواره بین‌المللی فیلم‌های کودکان و نوجوانان، فیلم بازیوو
- حضور در بیستمین جشنواره سه قاره نانت، فیلم قرمز
- کاندیدا بهترین فیلم از هفدهمین دوره جشنواره فیلم فجر برای فیلم قرمز - ۱۳۷۷
- کاندیدا بهترین فیلم از سیزدهمین دوره جشنواره فیلم فجر برای فیلم روز دیدنی - ۱۳۷۳